# Шлюз з рухомим уловлювальним покриттям

Схема шлюзу з рухомим уловлюючим покриттям

Шлюз з рухо́мим уло́влюючим покриття́м (ШПРП) — у збагаченні корисних копалин — різновид шлюзів з рухомою робочою поверхнею, нескінченна гумова стрічка коробчатого перетину з покриттям у вигляді нарифлень.
Стрічка натягнута між двома барабанами (приводним і натяжним), закріпленими на рамі. Конструкцією передбачена можливість регулювання кута нахилу робочої поверхні. Вихідний матеріал завантажується на верхню (робочу) гілку стрічки, що рухається назустріч потоку пульпи. Легкі фракції змиваються водою і розвантажуються з нижнього барабана, а осілі на стрічку важкі фракції змиваються за допомогою бризкала після огинання стрічкою ведучого барабана.
Застосування шлюзів з рухомим уловлюючим покриттям дозволяє підвищити продуктивність збагачувальної установки в 3 рази за рахунок скорочення часу технологічного циклу — споліскування здійснюється безупинно без демонтажу трафаретів і вловлюючих покрить.
Недоліками шлюзів з рухомим покриттям є висока вартість виготовлення, складність заміни ґумової стрічки, неповний змив важких зерен при споліскуванні, але вони мають високу продуктивність, великий ступінь концентрації і найбільш економічні при збагаченні розсипів.